# Diproctacanthus
Diproctacanthus és un gènere de peixos de la família dels làbrids i de l'ordre dels perciformes.

## Taxonomia
- Diproctacanthus xanthurus (Bleeker, 1856)[2][3][4][5][6]